# Pingasa aigneri
Pingasa aigneri är en fjärilsart som beskrevs av Louis Beethoven Prout 1930. Pingasa aigneri ingår i släktet Pingasa och familjen mätare. Inga underarter finns listade i Catalogue of Life.